# Linford Christie
Linford Cicero Christie (Saint Andrew, Jamaica, 2 april 1960) is een voormalige Britse sprinter, die pas op negentienjarige leeftijd met atletiek begon. Hij was gespecialiseerd in de 100 m en de 200 m. Hij werd olympisch kampioen, wereldkampioen, zesmaal Europees kampioen en deed driemaal mee aan de Olympische Spelen. Tijdens zijn sportcarrière verbeterde hij de indoor wereldrecords op de 200 m (inmiddels nog geldend als Europees record) en de 4 x 100 m estafette dat nog steeds als record geldt.

## Loopbaan
In 1986 was Christie de winnaar op de 100 m op de Europese atletiekkampioenschappen. Dat jaar eindigde hij ook als tweede op dezelfde afstand bij de Gemenebestspelen. Bij de Olympische Spelen van 1988 in Seoel veroverde Christie de zilveren medaille achter Carl Lewis.
Op de Olympische Spelen van 1992 in Barcelona werd Linford Christie olympisch kampioen op de 100 m. In 1993 werd hij ook wereldkampioen in Stuttgart. In 1993 werd hij de eerste sprinter die zowel olympisch kampioen, wereldkampioen, Europees kampioen en Gemenebest-kampioen werd. Hij werd dat jaar in Groot-Brittannië ook verkozen tot Sportpersoonlijkheid van het Jaar.
Na 1994 verliep Linford Christie's carrière minder succesvol. Bij de Olympische Spelen van 1996 werd hij gediskwalificeerd na twee valse starts. In 1999 werd hij bij een indoormeeting in Dortmund betrapt op het gebruik van nandrolon. Hij werd hiervoor door de IAAF voor twee jaar geschorst en mocht niet deelnemen aan de Olympische Spelen van 2000.
In West-Londen is een atletiekstadion naar hem genoemd: Linford Christie Stadium

## Titels
- Olympisch kampioen 100 m - 1992
- Wereldkampioen 100 m - 1993
- Europees kampioen 100 m - 1986, 1990, 1994
- Europees indoorkampioen 60 m - 1988, 1990
- Europees indoorkampioen 200 m - 1986
- Brits kampioen 100 m - 1985, 1986, 1988, 1989, 1990, 1991, 1992, 1993, 1994, 1996
- Brits kampioen 200 m - 1984, 1990
- Brits indoorkampioen 60 m - 1989, 1990, 1991
- Brits indoorkampioen 200 m - 1981, 1982, 1987, 1988, 1989, 1991

## Persoonlijke records
| Onderdeel       | Prestatie      | Datum             | Plaats    |
| --------------- | -------------- | ----------------- | --------- |
| 100 m           | 9,87 s (ex-NR) | 15 augustus 1993  | Stuttgart |
| 150 m           | 14,97 s        | 4 september 1994  | Sheffield |
| 200 m (indoor)  | 20,25 s (AR)   | 16 februari 1995  | Vittel    |
| 200 m (outdoor) | 20,09 s        | 28 september 1988 | Seoel     |

## Records

### Wereldrecords
- 4 x 200 m (indoor) - 1.22,11 (Glasgow, 3 maart 1991)
- 200 m (indoor) - 20,25 (Vittel, 16 februari 1995)

### Europees records
- 4 x 100 m (outdoor) - 37,77 (Stuttgart, 1993)

## Palmares

### 60 m
- 1988:  EK indoor - 6,57 s
- 1990:  EK indoor - 6,56 s
- 1991:  WK indoor - 6,55 s

### 100 m
- 1986:  Grand Prix Finale - 10,15 s
- 1986:  EK - 10,15 s
- 1986:  Gemenebestspelen - 10,28 s
- 1986:  Memorial Van Damme - 10,16 s
- 1987:  WK - 10,14 s
- 1987:  Europacup - 10,23 s
- 1988:  OS - 9,97 s
- 1989:  Wereldbeker - 10,10 s
- 1989:  Europacup - 10,33 s
- 1989:  Memorial Van Damme - 10,16 s
- 1990:  EK - 10,00 s
- 1990:  Gemenebestspelen - 9,93 s
- 1991: 4e WK - 9,92 s
- 1991:  Europacup - 10,18 s
- 1991:  Memorial Van Damme - 10,12 s
- 1992:  Wereldbeker - 10,21 s
- 1992:  OS - 9,96 s
- 1992:  Memorial Van Damme - 10,15 s
- 1993:  Europacup - 10,22 s
- 1993:  WK - 9,87 s
- 1993:  Memorial Van Damme - 10,06 s
- 1994:  EK - 10,14 s
- 1994:  Europacup - 10,21 s
- 1994:  Wereldbeker - 10,21 s
- 1994:  Grand Prix Finale - 10,13 s
- 1994:  Gemenebestspelen - 9,91 s
- 1994:  Memorial Van Damme - 10,03 s
- 1995:  Europacup - 10,05 s
- 1995: 5e Grand Prix Finale - 10,20 s
- 1995: 6e WK - 10,12 s
- 1995:  Memorial Van Damme - 10,08 s
- 1996:  Europacup - 10,04 s
- 1997:  Europacup - 10,04 s

### 200 m
- 1986:  EK indoor - 21,10 s
- 1987:  Europacup - 20,63 s
- 1988:  EK indoor - 20,83 s
- 1991:  WK indoor - 20,72 s
- 1992:  Wereldbeker - 20,72 s
- 1994:  Europacup - 20,67 s
- 1994:  EK - 20,33 s
- 1995:  Europacup - 20,11 s
- 1996:  Europacup - 20,25 s
- 1997:  Europacup - 20,56 s

### 4 x 100 m estafette
- 1986:  EK - 38,71 s
- 1986:  Gemenebestspelen - 39,19 s
- 1988:  OS - 38,28 s
- 1990:  EK - 37,98 s
- 1990:  Gemenebestspelen - 38,67 s
- 1991:  WK - 38,09 s
- 1992: 4e OS - 38,08 s
- 1993:  WK - 37,77 s

## Onderscheidingen
- Europees atleet van het jaar - 1993
- Europees sportman van het jaar (Frank Taylor Trofee) - 1993
- Brits sportpersoonlijkheid van het Jaar - 1993

1896: Thomas Burke ·
1900: Francis Jarvis ·
1904: Archie Hahn ·
1908: Reggie Walker ·
1912: Ralph Craig ·
1920: Charley Paddock ·
1924: Harold Abrahams ·
1928: Percy Williams ·
1932: Eddie Tolan ·
1936: Jesse Owens ·
1948: Harrison Dillard ·
1952: Lindy Remigino ·
1956: Bobby Morrow ·
1960: Armin Hary ·
1964: Bob Hayes ·
1968: Jim Hines ·
1972: Valeri Borzov ·
1976: Hasely Crawford ·
1980: Allan Wells ·
1984: Carl Lewis ·
1988: Carl Lewis ·
1992: Linford Christie ·
1996: Donovan Bailey ·
2000: Maurice Green ·
2004: Justin Gatlin ·
2008: Usain Bolt ·
2012: Usain Bolt ·
2016: Usain Bolt ·
2020: Marcell Jacobs ·
2024: Noah Lyles
1983 Carl Lewis ·
1987 Carl Lewis ·
1991 Carl Lewis ·
1993 Linford Christie ·
1995 Donovan Bailey ·
1997 Maurice Greene ·
1999 Maurice Greene ·
2001 Maurice Greene ·
2003 Kim Collins ·
2005 Justin Gatlin ·
2007 Tyson Gay ·
2009 Usain Bolt ·
2011 Yohan Blake ·
2013 Usain Bolt ·
2015 Usain Bolt ·
2017 Justin Gatlin ·
2019 Christian Coleman · 
2022 Fred Kerley · 
2023 Noah Lyles
- Gemeinsame Normdatei: 118983024
- World Athletics: 14188828
- International Standard Name Identifier: 0000 0001 1055 7812
- Library of Congress Control Number: n97008706
- Virtual International Authority File: 37716606
- WorldCat: E39PBJkT4D7JJDhfRj76Jf6HYP